# Шортлендские острова
Шортлендские острова (англ. Shortland Islands) — группа вулканических островов в северо-западной части архипелага Соломоновы острова в юго-западной части Тихого океана, к юго-востоку от острова Бугенвиля. Двумя крупнейшими островами группы являются Шортленд (или Алу), который имеет размеры 16 на 13 километров и высшая точка которого составляет 185 метров, и остров Фауро, который имеет размеры 16 на 10 километров и высшая точка которого составляет 400 метров. Шортлендские острова имеют общую площадь 414 квадратных километров, засажены кокосовыми пальмами и имеют лесную промышленность. Аэропорт «Баллале» на острове Баллале обслуживает острова. Главное поселение — деревня Коровоу (Korovou) на юго-восточном конце острова Шортленд.
Входят в Западную провинцию в государстве Соломоновы Острова. Названы первооткрывателем Джоном Шортлендом в свою честь.
По данным 1999 года насчитывается 2940 носителей языка моно-алу, которые говорят на диалектах моно, алу и фауро. 660 человек проживает на острове Моно, который входит в группу островов Трежери, 2270 на Шортленде и 14 на Фауро.
С 1885 года Северные Соломоновы острова находились под протекторатом Германской империи. По Берлинскому соглашению 1899 года острова переданы Британским Соломоновым островам. В ходе кампании на Соломоновых островах во время Второй мировой войны остров Баллале был оккупирован Японской империей и на нём находился военный аэродром.